# Graf Mycielskiego
Graf Mycielskiego lub Mycielskian nieskierowanego grafu G – graf μ(G) stworzony dzięki konstrukcji podanej przez Jana Mycielskiego w roku 1955, pokazującej istnienie grafu, w którym największa klika ma rozmiar ≤ 2, o bezwzględnie dużej liczbie chromatycznej.
Uogólniona wersja konstrukcji została przedstawiona przez Wensonga Lin w roku 2006.

## Konstrukcja

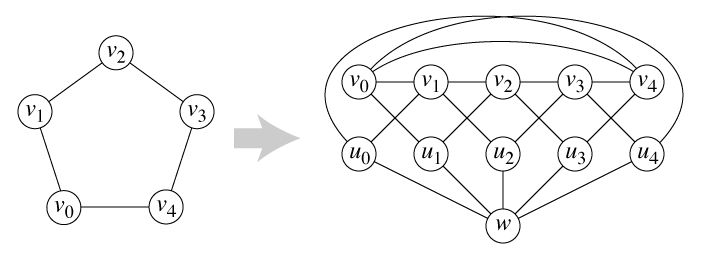
Graf Grötzscha jako Mycielskian 5-grafu cyklicznego

Niech n wierzchołków grafu G będzie oznaczonych v0, v1, ..., vn−1. Graf Mycielskiego μ(G) zawiera graf G jako izomorficzny podgraf oraz n+1 dodatkowych wierzchołków: ui odpowiadające wierzchołkom vi oraz wierzchołek w. Każdy wierzchołek ui jest połączony krawędzią z wierzchołkiem w tak, że tworzą one razem podgraf przypominający gwiazdę o n+1 wierzchołkach. Dodatkowo, dla każdej krawędzi vivj w ramach konstrukcji dodawane są krawędzie uivj oraz viuj.
Dla grafu G o n wierzchołkach i m krawędzich powstaje graf μ(G) o 2n+1 wierzchołkach i 3m+n krawędziach.

## Przykłady
Ilustracja przedstawia konstrukcję grafu Mycielskiego zastosowana dla grafu cyklicznego o 5 wierzchołkach. Powstały graf jest nazywany grafem Grötzscha, ma 11 wierzchołków i 20 krawędzi. Jest to najmniejszy graf w którym największa klika ma rozmiar ≤ 2 o liczbie chromatycznej równej 4.

## Iterowane grafy Mycielskiego

Grafy Mycielskiego M_{1}, M_{2} oraz M_{3}

Stosując konstrukcję Mycielskiego, zaczynając od dwukliki K2 można otrzymać sekwencję Mi = μ(Mi−1), nazywaną czasami grafami Mycielskiego. Kilka pierwszych grafów otrzymanych w ten sposób to: graf M1 = K2 z dwoma wierzchołkami połączonymi krawędzią, graf M2 = C5 oraz M3 – graf Grötzscha z 11 wierzchołkami i 20 krawędziami. 
Ogólnie, dla grafu Mi należącego do sekwencji nie istnieje klika o rozmiarze > 2, usunięcie mniej niż i wierzchołków nie powoduje utraty spójności grafu, jest on także i+1-kolorowalny. Mi ma 3 × 2i−1 − 1 wierzchołków (sekwencja A083329 w OEIS). Ilość krawędzi dla grafu Mi przy początkowych wartościach i to:
1, 5, 20, 71, 236, 755, 2360, 7271, 22196, 67355, ... (sekwencja A122695 w OEIS)

## Własności

Cykl Hamiltona w grafie M_{3} (graf Grötzscha)

- Jeśli graf G ma liczbę chromatyczną równą k, to μ(G) ma liczbę chromatyczną równą k+1 (Mycielski 1955).

Dowód Niech  c : μ(G) → C  będzie minimalnym pokolorowaniem, tzn. obraz c(μ(G)) ma moc równą liczbie chromatycznej grafu Mycielskiego μ(G), czyli
| c(μ(G)) |  =  χ(μ(G)).
(zgodnie z definicją pokolorowania grafu, wierzchołki sąsiednie różnią się kolorem). 
Pokażmy, że χ(μ(G)) > χ(G):  w przeciwnym wypadku wszystkie kolory c(ui) (0 ≤ i < n), a także kolor c(w), występują wśród kolorów c(vi) (0 ≤ i < n). Ale kolor c(w) nie występuje wśród c(ui). Zdefiniujmy pokolorowanie d grafu  G  jak następuje:
d(vi)  :=  c(vi)     gdy c(vi) ≠ c(w)
d(vi)  :=  c(ui)     gdy c(vi) = c(w)
dla  i = 0, ..., n−1. Pokolorowanie d, grafu G, użyło nie więcej niż χ(G) − 1 kolorów – sprzeczność. Udowodniliśmy więc, że
χ(μ(G))  >  χ(G).
Niech teraz  d : G →  D  będzie minimalnym pokolorowaniem grafu G. Zdefiniujmy:
c(vi)  :=  d(vi)
c(ui)  :=  d(vi)
dla i = 0, ..., n−1. Ponadto niech kolor c(w) nie należy do D. Wtedy c jest pokolorowaniem grafu Mycielskiego, które użyło tylko jednego koloru spoza D. Udowodniliśmy więc, że
χ(μ(G))  ≤  χ(G) + 1,
co w połączeniu z poprzednią nierównością (odwrotną) kończy dowód.
- Jeśli największa klika w grafie G  ma rozmiar ≤ 2, to taką samą własność ma graf μ(G). Co więcej, wszystkie kliki rozmiaru > 2 w grafie μ(G) są zawarte w grafie G, o ile takie kliki w ogóle istnieją (Mycielski 1955).

- Jeśli graf G posiada cykl Hamiltona, to graf μ(G) także go posiada (Fisher  1998).